# Wookieepedia
Wookieepedia, the Star Wars Wiki – angielskojęzyczna encyklopedia internetowa oparta na systemie wiki, zawierająca informacje o galaktyce Gwiezdnych wojen zarówno z nowego kanonu, jak i Legend (czyli książek, komiksów i gier wydanych do 2014 roku).
Nazwa Wookieepedia powstała przez połączenie słów Wookiee i Encyklopedia (ang. Encyclopedia), kojarząc się ze słowem Wikipedia.
Jej polskim odpowiednikiem – i zarazem projektem siostrzanym – jest Biblioteka Ossus.